# Rolleston (Nottinghamshire)
Pour les articles homonymes, voir Rolleston.
 (janvier 2024).
Rolleston est un village du Nottinghamshire, en Angleterre.